# Simbabwische Cricket-Nationalmannschaft in Neuseeland in der Saison 1995/96
Die Tour der simbabwischen Cricket-Nationalmannschaft nach Neuseeland in der Saison 1995/96 fand vom 13. Januar bis zum 3. Februar 1996 statt. Die internationale Cricket-Tour war Bestandteil der Internationalen Cricket-Saison 1995/96 und umfasste zwei Tests und drei ODIs. Neuseeland gewann die ODI-Serie 2–1, während die Test-Serie 0–0 unentschieden endete.

## Vorgeschichte
Neuseeland bestritt zuvor eine Tour gegen Pakistan, Simbabwe gegen Südafrika. Das letzte Aufeinandertreffen der beiden Mannschaften bei einer Tour fand in der Saison 1992/93 in Simbabwe statt.

## Stadien
Die folgenden Stadien wurden für die Tour als Austragungsort vorgesehen.
| Stadion       | Stadt      | Kapazität | Spiele          |
| ------------- | ---------- | --------- | --------------- |
| Eden Park     | Auckland   | 50.000    | 2. Test; 1. ODI |
| Seddon Park   | Hamilton   | 10.000    | 1. Test         |
| McLean Park   | Napier     | 22.500    | 3. ODI          |
| Basin Reserve | Wellington | 11.000    | 2. ODI          |

## Kaderlisten
Die folgenden Kader wurden von den Mannschaften benannt.
| Test | Test | ODI | ODI |
| Neuseeland | Simbabwe | Neuseeland | Simbabwe |
| --- | --- | --- | --- |
| - Lee Germon (K, wk) - Geoff Allott - Nathan Astle - Chris Cairns - Stephen Fleming - Robert Kennedy - Gavin Larsen - Greg Loveridge - Adam Parore - Dipak Patel - Craig Spearman - Roger Twose | - Andy Flower (K, wk) - Eddo Brandes - Alistair Campbell - Stuart Carlisle - Grant Flower - Dave Houghton - Henry Olonga - Paul Strang - Bryan Strang - Heath Streak - Guy Whittall - Craig Wishart | - Lee Germon (K, wk) - Nathan Astle - Chris Cairns - Stephen Fleming - Chris Harris - Robert Kennedy - Gavin Larsen - Danny Morrison - Dion Nash - Adam Parore - Dipak Patel - Craig Spearman - Shane Thomson - Roger Twose | - Andy Flower (K, wk) - Eddo Brandes - Alistair Campbell - Stuart Carlisle - Sean Davies - Craig Evans - Grant Flower - Charlie Lock - Stephen Peall - Paul Strang - Bryan Strang - Heath Streak - Guy Whittall |

## Tests

### Erster Test in Hamilton
| 13. – 17. Januar Scorecard | Hamilton | Neuseeland 230-8d (80) & 222-5d (75) | – | Simbabwe 196 (74.5) & 208-6 (61) |
|                            |          | Remis                                |   |                                  |

Simbabwe gewann den Münzwurf und entschied sich als Feldmannschaft zu beginnen. Als Spieler des Spiels wurde Chris Cairns ausgezeichnet.

### Zweiter Test in Auckland
| 20. – 24. Januar Scorecard | Auckland | Neuseeland 251 (95.3) & 441 (133) | – | Simbabwe 326 (110) & 246-4 (100) |
|                            |          | Remis                             |   |                                  |

Neuseeland gewann den Münzwurf und entschied sich als Schlagmannschaft zu beginnen. Als Spieler des Spiels wurde Chris Cairns ausgezeichnet.

## One-Day Internationals

### Erstes ODI in Auckland
| 28. Januar Scorecard | Auckland | Neuseeland 278-5 (50)          | – | Simbabwe 204 (43.5) |
|                      |          | Neuseeland gewinnt mit 74 Runs |   |                     |

Neuseeland gewann den Münzwurf und entschied sich als Schlagmannschaft zu beginnen. Als Spieler des Spiels wurde Nathan Astle ausgezeichnet.

### Zweites ODI in Wellington
| 31. Januar Scorecard | Wellington | Simbabwe 181-9 (50)              | – | Neuseeland 184-4 (39.3) |
|                      |            | Neuseeland gewinnt mit 6 Wickets |   |                         |

Simbabwe gewann den Münzwurf und entschied sich als Schlagmannschaft zu beginnen. Als Spieler des Spiels wurde Stephen Flemming ausgezeichnet.

### Drittes ODI in Napier
| 3. Februar Scorecard | Napier | Simbabwe 267-7 (50)          | – | Neuseeland 246 (48.1) |
|                      |        | Simbabwe gewinnt mit 21 Runs |   |                       |

Neuseeland gewann den Münzwurf und entschied sich als Feldmannschaft zu beginnen. Als Spieler des Spiels wurde Andy Flower ausgezeichnet.